# Сделано в Чили
«Сделано в Чили» — второй студийный альбом российской музыкальной группы «Чи-Ли», выпущенный в 2008 году на лейблах «Монолит Рекордс» и Velvet Music.
В альбом вошли такие синглы как «Сердце», «А может быть», «Снегом замело» и «Любовь — это яд», а также кавер-версия «В синем море, в белой пене» из одноимённого советского мультфильма.

## Отзывы критиков
| Оценки критиков | Оценки критиков |
| Источник        | Оценка          |
| --------------- | --------------- |
| InterMedia      | [ 1 ]           |

Корреспондент «Музыкальной газеты» Денис Воробьёв отметил, что если дебютный диск «Чи-Ли» был пронизан беззаботностью жаркого лета, то ко второму гамма эмоций и чувств в их песнях стала значительно шире: на нём нашлось место и светлой грусти (трек «Она») и загадочно отстранённой меланхолии (композиция «Реки»). Алексей Мажаев из InterMedia заявил, что не прошло и двух лет после сенсационного дебюта, как группа обросла штампами и умудрилась продемонстрировать их даже там, где, казалось бы, легко было эту проблему обойти. Рецензент «Коммерсантъ-Weekend», ранее упрекавший дебютный альбом коллектива в тотальной вторичности, написал: «В текстах почти ничего не изменилось, но по композиторской части команда заняла свою нишу, куда не пустит никого. И если вас не бросает в жар от рифмы „когда — навсегда“ и в холод от „нет — бред“, то диск вполне способен украсить остаток отпуска, а песня „Сердце“ — полностью оккупировать головной мозг». Сергей Мезенов из «Лаборатории новостей» также отметил некую похожесть альбома на предшественника, написав, что все «фирменные элементы звука „Чи-Ли“ ровно там же, где мы их оставили два года назад — незамысловатый эстрадный дынц-дынц, причудливый глубокий вокал Ирины Забияки, редкие аранжировочные украшательства вроде аккордеона или изредка включающейся гитары». Но, по его мнению, если дать пластинке шанс, то станет заметно, что какой-то прогресс тут всё-таки появился.

## Список композиций
Слова и музыка всех песен Сергея Карпова и Ирины Забияки, за исключением отмеченных.
1. «Любовь — это яд» — 3:56
2. «Сто один раз» — 3:30
3. «Сердце» — 3:48
4. «А может быть» — 3:47 — Light Version
5. «Снегом замело» — 3:22
6. «Сестра» — 3:35
7. «Реки» — 2:53
8. «Спасенья нет» — 3:38
9. «Она» — 3:42
10. «Старый лес» — 3:35
11. «В синем море, в белой пене» (Роберт Саакянц, Роберт Амирханян) — 2:55
12. «А может быть» — 3:49
13. «Любовь — это яд» — 3:33 — Fresh & Majestic Electro Remix
14. «Снегом замело» — 3:26 — Sergey Karpov Beatbox Remix

Бонус-трек подарочного издания
1. «Любовь — это яд» — 4:39 — Sergei Karpov Remix

## Видеоклипы
- 2007 — «Сердце» (реж. Георгий Тоидзе)[5]
- 2007 — «А может быть» (реж. Владислав Опельянц)[6]
- 2008 — «Любовь — это яд» (реж. Георгий Тоидзе)[7]